# Авр (Ер)
Авр (фр. Avre) је река у Француској. Дуга је 80 km. Улива се у Ер. 